# Harold John Aldington

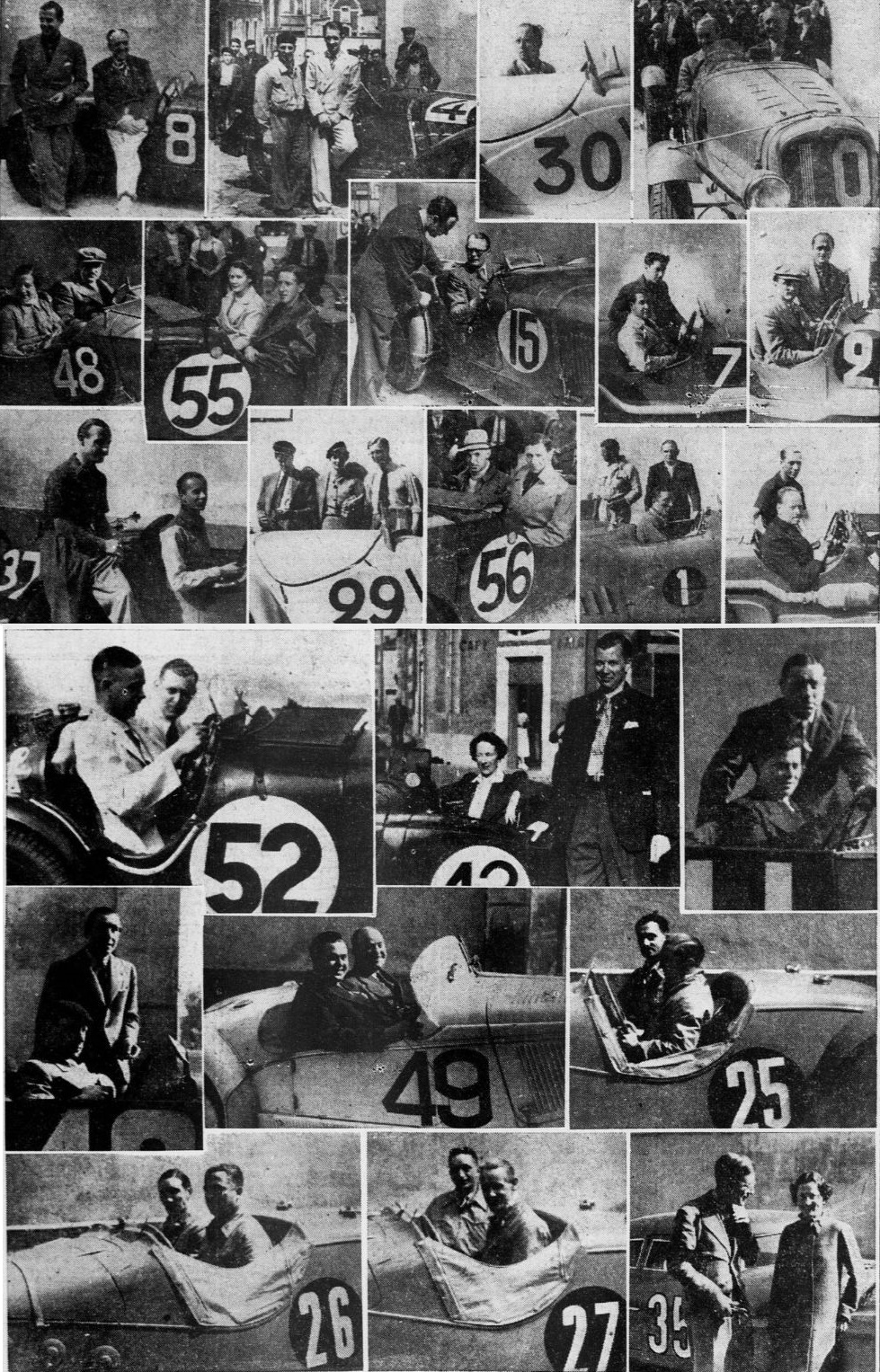
Der BMW 328 (Startnummer 29, dritte Reihe, zweites Bild von links) von Alfred Fane und Harold John Aldington am Plakat zum 24-Stunden-Rennen von Le Mans 1937

Harold John Aldington (* 5. September 1902 in Walworth, London; † 1. April 1976 in Henley-on-Thames, Oxfordshire) war ein britischer Autorennfahrer und Mitbesitzer des Sportwagenherstellers Frazer Nash. Er nahm an zahlreichen Veranstaltungen teil, unter anderem an den 24-Stunden-Rennen von Le Mans oder am Großen Preis von Deutschland 1932.

## Frazer Nash
Frazer Nash wurde 1926 von den Brüdern H. J. und W. H. Adlington in Isleworth übernommen und benannten das Unternehmen in AFN Ltd. um.
H. J. Aldington baute mit seinem Bruder sehr populäre, aber gleichwohl auch recht spartanische Fahrzeuge für Sportwagenrennen. Die Sportzweisitzer bestanden in unverkennbar britischem Stil fast nur aus Fahrgestell und Motor.
Ab 1934 war AFN der BMW-Generalimporteur für das gesamte britische Empire.
Die Fahrzeuge wurden von namhaften Rennfahrern wie Stirling Moss in zahlreichen Rennen bewegt.

## Rennsport
Aldington war sowohl mit den Eigenbauten als auch den BMWs, die die er aufbaute, sowie dem Frazer Nash BMW 319/1 und dem BMW 328 in vielen Rennen erfolgreich.
Er belegte den dritten Rang bei dem 24-Stunden-Rennen von Le Mans 1949. Bei den 24-Stunden von Le Mans 1951 war er gemeldet, allerdings nicht am Start.
Mit dem BMW 319/1 war er am Keselbergrennen 1935 erfolgreich. Er nahm auch am Großen Preis von Deutschland 1932 und an der 6. Internationalen Alpenfahrt 1934 teil.

## Statistik

### Le-Mans-Ergebnisse
| Jahr | Team              | Fahrzeug                               | Teamkollege   | Platzierung | Ausfallgrund     |
| ---- | ----------------- | -------------------------------------- | ------------- | ----------- | ---------------- |
| 1937 | Frazer Nash       | BMW 328                                | Alfred Fane   | Ausfall     | Gleichlaufgelenk |
| 1949 | Mrs. P. Trevelyan | Frazer Nash High Speed Le Mans Replica | Norman Culpan | Rang 3      |                  |